# Олегова могила (Киев)

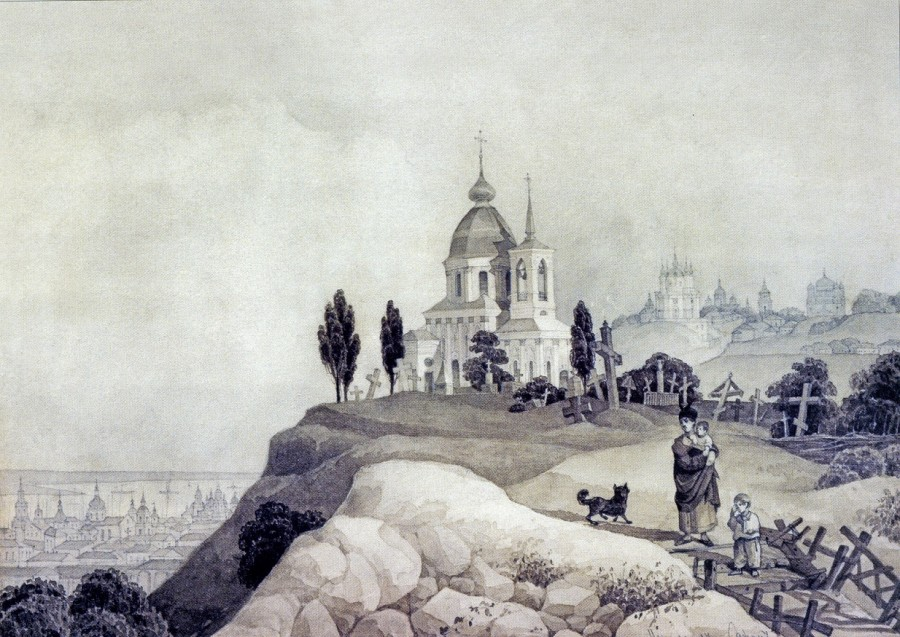
«Щекавица — место, где похоронен князь Олег» (акварель М. Сажина, конец 1840-х гг.)

О ладожском кургане см. Олегова могила (сопка)

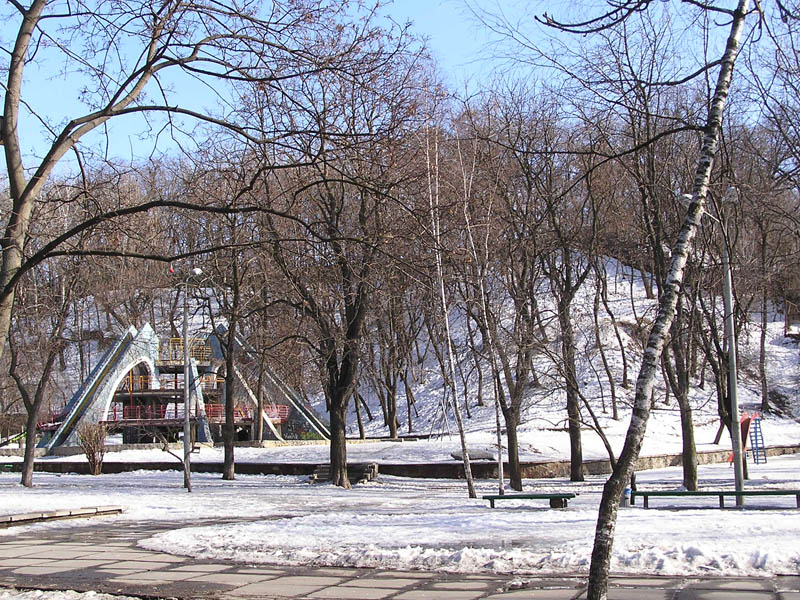
Обсерваторный холм в Киеве — предполагаемое место могилы по Лебединцеву.

Оле́гова моги́ла (др.-рус. Ѡл(ь)гова могыла, Олгова могыла) — курган в средневековом Киеве, который считался местом погребения киевского князя Олега. Находился в районе Кудрявца, неподалёку от Жидовских ворот Копырева конца. Возможно, это был кенотаф или курган другого происхождения. Название «Олегова могила» (Олегова гора, Олеговка) также иногда использовалось как альтернативное название горы Щекавица в Киеве.
Н. Е. Бранденбург в 1885 году предположил, что Олег погребён в ладожской сопке 21-I. В 1895 году он отождествлял с могилой Олега уже сопку 5-III («Пустая сопка», «сопка Ходаковского»). Эта сопка до сих пор в российской археологической литературе носит название «Олегова могила».

## История
«Повесть временных лет» под 912 годом сообщает о смерти Олега и его погребении в Киеве на горе Щекавица: «И оттого разболелся он, и умер. И оплакали его все люди великим плачем, и понесли его, и погребли его на горе, называемой Щековицей». Также летописец отметил существование могилы в его время (начало XII века): «Есть могила его и доныне, называется могила та Олегова».
Киевская летопись, продолжавшая «Повесть временных лет», несколько раз упоминает топоним Олегова Могила — в 1146, 1150, 1151 и 1169 годах. Из анализа этих сообщений следует, что Олегова Могила и Щекавица находились возле Жидовских ворот (в районе современной Львовской площади).
Новгородская первая летопись, в отличие от киевских источников, утверждает, что Олег умер по пути в Ладогу (ныне Старая Ладога), где и был похоронен: «Иде Олег к Новугороду, и оттуда в Ладогу. Другие же говорят, что, идущий он за море, и укусила змея в ногу, и от того умер; есть могила его в Ладоге».
Таким образом, летописи дают три разных версии местонахождения могилы Олега: в Киеве на Щекавице, в Киеве у Жидовских ворот и на Ладоге. Современные историки считают, что Олег, вероятно, погиб во время военного похода за море — на Византию или Каспий. В таком случае могила в Киеве была кенотафом или древним курганом, который киевляне считали местом его захоронения.

## Локализация

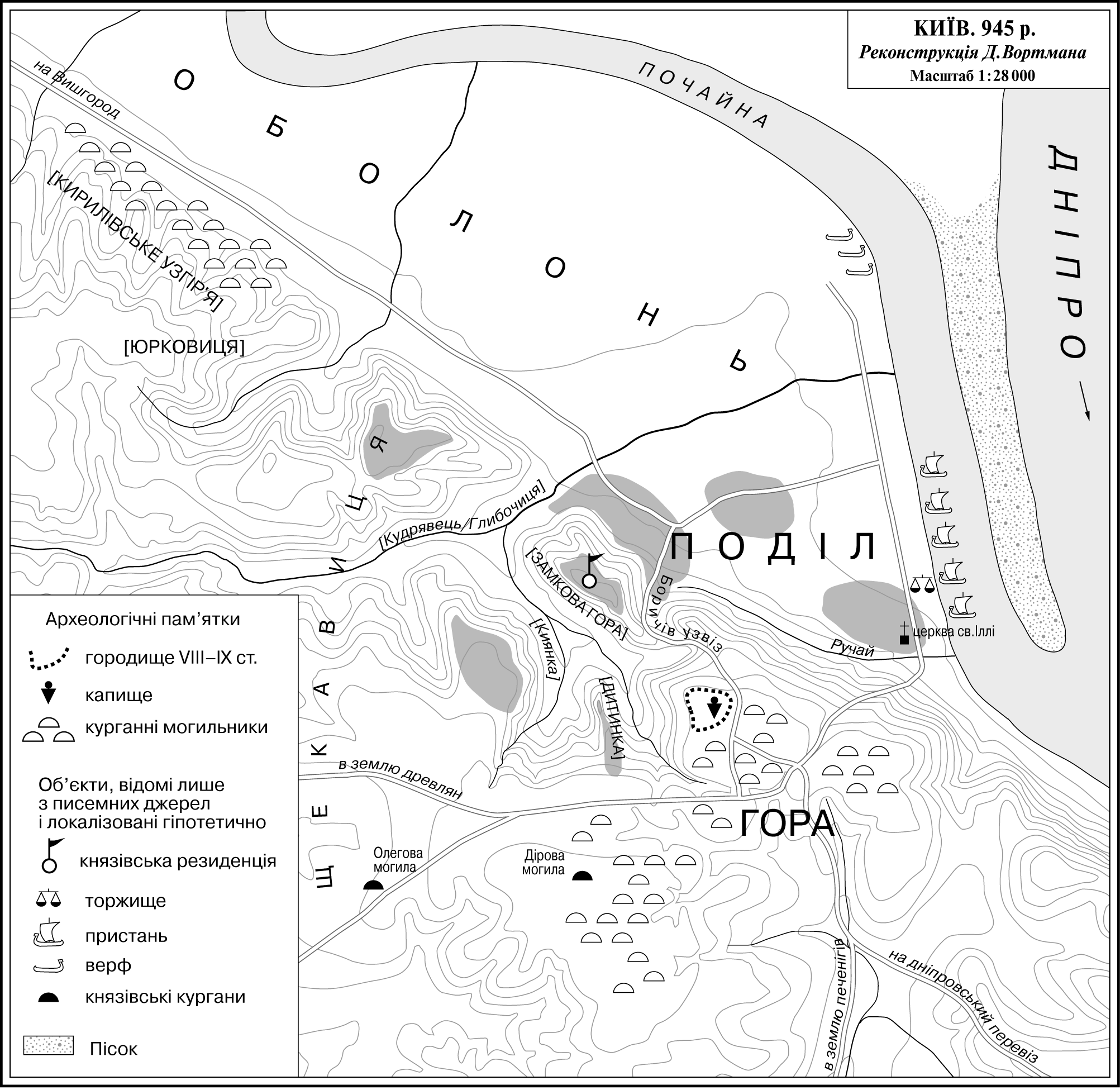
На карте Киева 945 года Олегова могила показана как расположенная на Щекавице

Л. И. Похилевич первым обратил внимание на противоречия в сообщениях летописей о расположении могилы. П. Лебединцев пришёл к выводу, что Олегова Могила находилась в районе обсерватории Киевского университета (ул. Обсерваторная, 3). А. П. Толочко, проанализировав текст Киевской летописи, указал, что могила располагалась перед Жидовскими воротами, рядом с селом Шелвово и Шелвова Борка (позже Шулявка), по прямой линии от Сухой Лыбеди до озера Надов и недалеко от реки Сетомли.
Н. И. Петров доказал, что в древности Щекавицей называли часть Лукьяновского плато с Кудрявцем — хребет от Львовской площади до Юрковицы. Именно там находились Жидовские ворота и, по всей видимости, могила Олега.